# Gordon Solie
Francis Jonard Labiak, (successivamente Jonard Pierre Sjoblom), noto con lo pseudonimo Gordon T. Solie (Minneapolis, 26 gennaio 1929 – New Port Richey, 27 luglio 2000), è stato un commentatore televisivo, giornalista e annunciatore di wrestling statunitense.

## Biografia
Gordon Solie lavorò come annunciatore principalmente nella World Championship Wrestling, comprese le precedenti incarnazioni della stessa, ed inoltre nella Georgia Championship Wrestling, nella Championship Wrestling from Florida, e nella Continental Championship Wrestling. Per alcuni anni tenne anche una rubrica personale intitolata Gordon Solie Remembers sulla rivista WCW Magazine.
Nel 1995 venne ammesso nella WCW Hall of Fame, ma durante la cerimonia polemizzò sull'ammissione di Angelo Poffo nella stessa Hall of Fame, rassegnando le dimissioni dalla federazione, poiché riteneva che la dirigenza avesse scelto Poffo solo perché era il padre di Randy Savage (all'epoca una delle maggiori star della compagnia), e non per i suoi reali meriti come lottatore.
Nel 2005 è stato ammesso nella NWA Hall of Fame con una cerimonia postuma.
Nel 2008 è stato ammesso anche nella WWE Hall of Fame con una cerimonia postuma.

## Titoli e riconoscimenti
- Cauliflower Alley Club
  - Other honoree (1996)

- National Wrestling Alliance
  - NWA Hall of Fame (Classe del 2005)

- Pro Wrestling Illustrated
  - PWI Announcer of the Year (1977)
  - PWI Editor's Award (1989)

- Professional Wrestling Hall of Fame and Museum
  - (Classe del 2004)

- World Championship Wrestling
  - WCW Hall of Fame (Classe del 1995)

- WWE
  - WWE Hall of Fame (Classe del 2008)

- Wrestling Observer Newsletter
  - Best Television Announcer (1981-1983)
  - Wrestling Observer Newsletter Hall of Fame (Classe del 1996)